# Looz.io
Looz.io은 iGene이 개발한 모바일 게임이다.

## 같이 보기
- 아이진
- 온라인 게임
- 모바일 게임